# Sadki (rejon halicki)
Sadki (ukr. Садки) – wieś na Ukrainie, w  obwodzie iwanofrankiwskim, w rejonie iwanofrankiwskim.
W okresie II Rzeczpospolitej wieś weszła w skład gminy Delejów w powiecie stanisławowskim, w województwie stanisławowskim.
Po II wojnie światowej teren włączony w struktury ZSRR, Ukraińska Socjalistyczna Republika Radziecka.
Od 1991 r. należy do Ukrainy.
Do 2020 w rejonie halickim, obecnie jest częścią gminy Dubowce.